# La Liberté (gebouw)
La Liberté is een gebouw in de stad Groningen. Het markante gebouw is gelegen aan het Vrijheidsplein, schuin tegenover het Gasuniegebouw, nabij de A7. De bouw startte in 2009 en werd in 2011 voltooid.
Het ontwerp van La Liberté is van de Franse architect Dominique Perrault (bekend van de nationale bibliotheek van Frankrijk). Het gebouw bestaat uit twee torens, die respectievelijk ongeveer 35 en 72 meter hoog zijn. Onder het gehele bouwwerk is een parkeergarage geplaatst. In het onderste gedeelte van beide torens bevond zich oorspronkelijk kantoorruimte, sinds 2015 een hotel. De bovenste verdiepingen bestaan uit sociale huurwoningen die door de woningcorporatie Patrimonium worden verhuurd.

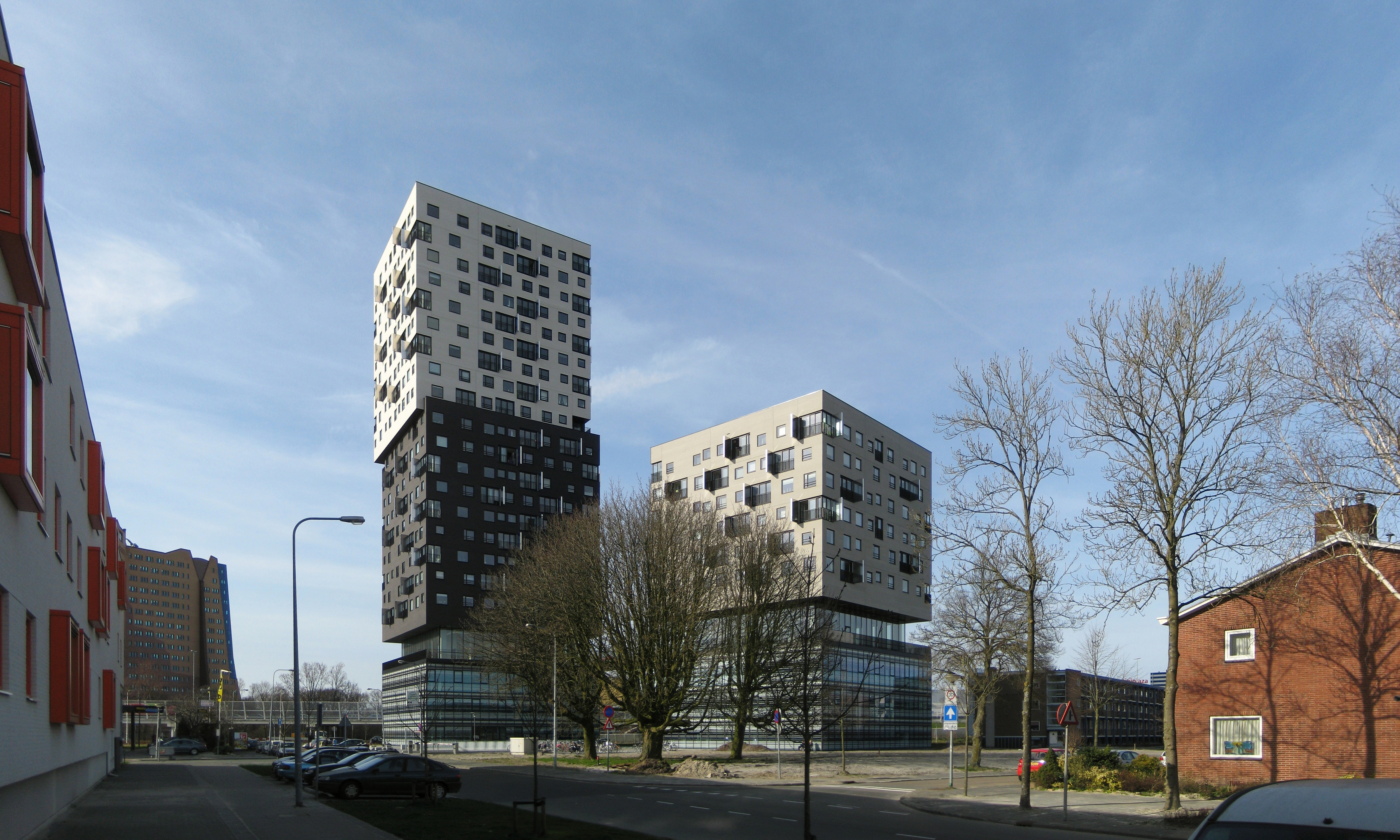
De beide torens van La Liberté gezien vanuit het zuidoosten (2012)